# Едуардо Камавинга
Едуардо Селми Камавинга (фр. Eduardo Celmi Camavinga; Кабинда, 10. новембар 2002) професионални је француски фудбалер пореклом из Анголе који тренутно игра у шпанској Ла лиги за Реал Мадрид и репрезентацију Француске на средини терена.